# Station to Station
Station to Station je desáté studiové album britského hudebníka Davida Bowieho. Jeho nahrávání probíhalo v Cherokee Studios v Los Angeles od října do listopadu 1975. Album vyšlo v lednu následujícího roku u vydavatelství RCA Records. Jeho producenty byli David Bowie a Harry Maslin. V žebříčku 500 nejlepších alb všech dob časopisu Rolling Stone se album umístilo na 324. místě.

## Seznam skladeb
Autorem všech skladeb je David Bowie, mimo skladby „Wild Is the Wind“ – tu složili Ned Washington a Dimitri Tiomkin.
| Pořadí         | Název              | Délka |
| -------------- | ------------------ | ----- |
| 1.             | Station to Station | 10:14 |
| 2.             | Golden Years       | 4:00  |
| 3.             | Word on a Wing     | 6:03  |
| 4.             | TVC 15             | 5:33  |
| 5.             | Stay               | 6:15  |
| 6.             | Wild Is the Wind   | 6:02  |
| Celková délka: | Celková délka:     | 38:08 |

## Obsazení
- David Bowie – zpěv, kytara, saxofon, Moog syntezátor, Mellotron
- Carlos Alomar – kytara
- Roy Bittan – klavír
- Dennis Davis – bicí
- George Murray – baskytara
- Warren Peace – doprovodný zpěv
- Earl Slick – kytara